# El trueno entre las hojas (libro)
El trueno entre las hojas es un libro de cuentos del escritor paraguayo Augusto Roa Bastos, publicado en 1953. El libro incluye diecisiete relatos escritos en un estilo realista. Los cuentos tratan sobre la opresión de los obreros, el choque de culturas (la nativa y la extranjera), la guerra y la lucha por la sobrevivencia en gran medida contando, de forma casi mítica, la historia paraguaya.
Todos los relatos tienen un mismo tema dominante: la trágica ruptura del orden mágico de la vida de una comunidad paraguaya por la llegada de la civilización con sus excesos con que conducen a la violencia y la esclavitud. Pero, aunque arrastrados a la degradación y la miseria, los hombres siempre mantendrán la esperanza de liberarse luchando contra la dominación.

## Índice de cuentos
- Carpincheros
- El viejo señor obispo
- El ojo de la muerte
- Mano cruel
- Audiencia privada
- La excavación
- Cigarrillos “Mauser”
- Regreso
- Galopa en dos tiempos
- El karaguá
- Pirulí
- Esos rostros oscuros
- La rogativa
- La gran solución
- El prisionero
- La tumba viva
- El trueno entre las hojas